# Latinisering
Latinisering of verlatijnsing is het in een Latijnse vorm omzetten van een naam, woord of uitdrukking.

## Aanpassing van de vorm
Toen het Latijn als lingua franca voor wetenschappelijke werken fungeerde, werden vaak de namen gelatiniseerd van auteurs die in het Latijn schreven. Het lag toen voor de hand de auteursnaam aan te passen aan die taal. Dit werd vooral de gewoonte in de vijftiende en zestiende eeuw, binnen de internationale wereld van humanisten en wetenschappers. Het aannemen van een gelatiniseerde naam was enerzijds een teken dat men nu behoorde tot de respublica litteraria (Republiek der letteren; d.i. de humanistische elite), maar anderzijds vaak ook een handige manier om zijn nederige afkomst te verbergen (die vaak was af te leiden uit iemands doopnaam). Een ander motief, vooral dan in latere eeuwen, was de wens om meer indruk te maken.
De latinisering kon gebaseerd zijn op de oorspronkelijke vorm van de naam, waaraan een Latijnse uitgang werd toegevoegd, bijvoorbeeld Jansenius voor Jansen, terwijl ook klinkers konden veranderen. In andere gevallen werd de naam van de geboortestad of -streek verlatijnst, bijvoorbeeld Aretinus voor d'Arezzo, Novomagius voor van Nijmegen enzovoort. Verder is het mogelijk dat de naam vertaald wordt, zie hieronder.
Soms werd een Latijnse naam weer 'ontlatijnst'. Bijvoorbeeld toen Carl Linnaeus in de adelstand werd verheven, veranderde hij zijn naam in Carl von Linné met het Duitse voorvoegsel von dat ook in andere Zweedse adellijke namen voorkomt.

## Bekende gelatiniseerde namen
- Petrus Apianus (Peter Bienewitz)
- Thomas Aquinas (Tommaso d'Aquino)
- Guido Aretinus (Guido d'Arezzo)
- Jacobus Arminius (Jacob Harmenszoon)
- Casparus Barlaeus (Kaspar van Baerle)
- Adrianus Barlandus (Adriaan van Baerlant)
- Wilhelmus/Guiljelmus Baudartius (Willem Baudaert)
- Jacob Biltius (Jacob Bilt)
- Carolus Borromeus (Carlo Borromeo)
- Guilelmus Budaeus (Willem Budé)
- Joachim Camerarius (Joachim Kammermeister)
- Carolus Magnus (Karel de Grote)
- Renatus Cartesius (René Descartes)
- Carolus Clusius (Charles de l'Écluse)
- Theodorus Clutius (Dirck Cluyt)
- Iohannes Comenius (Jan Amos Komenský)
- Confucius (Kong Fuzi)
- Nicolaus Copernicus (Nikolaus Koppernigk)
- Franciscus Craneveldius (Franciscus van Cranevelt)
- Gerardus Cremonensis (Gerardo da Cremona)
- Nicolaus Cruquius (Nicolaas Kruik)
- Petrus Curtius (Pieter de Corte)
- Petrus Dathenus (Pieter Daets of Daten)
- Johannes Despauterius (Jan de Spauter)
- Rembertus Dodonaeus (Rembert Dodoens)
- Remigius Driutius (Remi Drieux)
- Desiderius Erasmus (Gerrit Gerritszoon)
- Thomas Erpenius (Thomas van Erpe)
- Hieronymus Fabricius of Fabricus ab Aquapendende (Girolamo Fabrizio)
- Johannes Fevinus (Jan Fevijn)
- Hieronymus Fracastorius (Girolamo Fracastoro)
- Iohannes Freinsheimius (Johann Freinsheim)
- Hubertus Goltzius (Hubrecht Goltz)
- Hugo Grotius (Hugo de Groot - internationaal bekend als Grotius)
- Helvetius (Johan Frederik Schweitzer)
- Matthaeus Herbenus (Mathieu Herben)
- Helius Eobanus Hessus (Eoban Koch)
- Henricus Hondius (Hendrik De Hondt)
- Judocus Hondius (Joost de Hondt)
- Cornelius Iansenius (Cornelius Jansen)
- Iohannes Iessenius (János Jeszenszky)
- Johannes Janssonius (Jan Janssens)
- Iohannes Keplerus (Johannes Kepler)
- Kilianus (Cornelis van Kiel of Cornelis Abts)
- Orlandus Lassus (Roland de Lassus of Orlando di Lasso)
- Jacobus Latomus (Jacques Masson)
- Guido Laurinus (Guido Laurijn)
- Marcus Laurinus (Marc Laurijn)
- Janus Lernutius (Jan Lernaut)
- Carolus Linnaeus (Carl Linnaeus) N.B.: "Linnaeus" was zijn vaders achternaam, die heeft het woord "lind" (lindeboom) gelatiniseerd.
- Iustus Lipsius (Joost Lips)
- Petrus Lotichius Secundus (Pieter Lotz)
- Ignatius de Loyola (Iñigo de Loyola)
- Paulus Melissus (Paul Schede)
- Mencius (Meng Zi)
- Gerardus Mercator (Gheert Cremer of Gerard de Cremere)
- Franciscus Modius (Frans de Maulde)
- Arnoldus Montanus (Arnold Van den Berg)
- Gerardus Montanus (Gerard Van den Berghe)
- Jacob Montanus (Jacob Berg)
- Johannes Baptista Montanus (Giovanni Battista de Monte)
- Johannes Fabricius Montanus (Johannes F. Schmid)
- Martin Montanus (Martin Berg)
- Reginaldus Gonsalvio Montanus (Casiodoro de Reina)
- Robertus Montanus (Robert Van den Berghe)
- Thomas Montanus (Thomas Van den Berghe)
- Johannes Moretus (Jan Moerentorf)
- Joannes Morinus (Jean Morin)
- Thomas Morus (Thomas More)
- Petrus Mosellanus (Pieter Schade)
- Nostradamus (Michel de Nostredame)
- Daniel Novomagius (Daniel Santbech van Nijmegen)
- Paracelsus (Philippus Theophrastus Aureolus Bombastus von Hohenheim of Phillip von Hohenheim)
- Petrus Plancius (Pieter Platevoet)
- Johannes Posthius (Johannes Posth)
- Purbachus (Georg von Peuerbach)
- Regiomontanus (Johannes Müller)
- Andreas Rivetus (André Rivet)
- Carolus Sigonius (Carlo Sigonio)
- Actius Sincerus (Jacopo Sannazaro)
- Snellius (Willebrord Snel van Royen)
- Faustus Socinus (Fausto Sozzini)
- Benedictus de Spinoza (Baruch Spinoza)
- Johannes Stadius (Jan Van Ostaeyen of Jean Stade)
- Antonius Stradivarius (Antonio Stradivari)
- Jan Tollius (Jan Tol)
- Guido Ubaldus (Guidobaldo del Monte)
- Adrianus Valerius (Adriaen Valéry)
- Johannes Vasaeus (Jan Waes)
- Theodorus Velius (Dirk Seylmaker)
- Andreas Vesalius (Andries van Wesel)
- Americus Vespucius (Amerigo Vespucci)
- Gisbertus Voetius (Gijsbert Voet)

## Vertaling
Zoals hierboven al aangegeven, kan de latinisering de vorm aannemen van een letterlijke vertaling. Dan is van vormbehoud uiteraard geen sprake meer.
- Nauta (Schipper)
- Agricola ((de) Boer)
- Latomus (Jacqes Masson) (metselaar)
- Faber (Smid, Smit)
- De dichteres Margaretha Droogleever Fortuyn-Leenmans publiceerde onder de Latijnse vertaling van haar geboortenaam, M. Vasalis.
- De musicus Jos Van Immerseel gaf zijn barokensemble de naam Anima Eterna, op basis van zijn eigen familienaam (altijd ziel).

## Namen uit de oudheid
Latinisering kont vanouds voor bij namen die oorspronkelijk Grieks, Hebreeuws, Arabisch of iets anders zijn. Vaak wordt daarbij de letter c gebruikt, wat vaak resulteert in een andere uitspraak. De Griekse uitgang -os verandert in -us.
- Petrus (Petros)
- Pilatus (Pilatos)
- Icarus (Ikaros)
- Creta (Krete) (de spelling met een c is in het Nederlands verouderd)
- Macedonië (Makedonia)

De Nederlandse woorden oceaan en narcis komen, via de Latijnse vormen Oceanus en Narcissus, van de Griekse namen Okeanos en Narkissos.